# Prałkowski Potok
Prałkowski Potok – rzeka w południowo-wschodniej Polsce, lewobrzeżny dopływ Sanu.

## Przebieg
Prałkowski Potok ma źródło w Krasiczynie, niedaleko jego granicy z Zalesiem. Trochę dalej łączy się z ok. trzema innymi małymi strugami. Wpływa do Długich, części Prałkowiec. Tam łączy się z Pogórskim Potokiem spływającym z Prałkowskiej Góry, a następnie przyjmuje prawobrzeżny dopływ, Leśny Potok spływający ze zbocz Wapielnicy i Iwanowej Góry. Płynie dalej przez Prałkowce i przyjmuje dopływ, Streczynowy Potok, spływający ze zbocz Streczynowej. W tym samym miejscu położona jest na nim kładka, przez którą prowadzą dwa szlaki, Południowy Odcinek Czarnego Szlaku Fortecznego i Niebieski szlak turystyczny Rzeszów – Grybów. Płynie dalej, przepływa pod drogą krajową 28. Po krótkim czasie wpływa na obrzeża Przemyśla, gdzie wpada do Sanu.

## Przyroda
W dolnym odcinku doliny Prałkowskiego Potoku występują olsza szara i olsza czarna.